# Ladislav Trojan

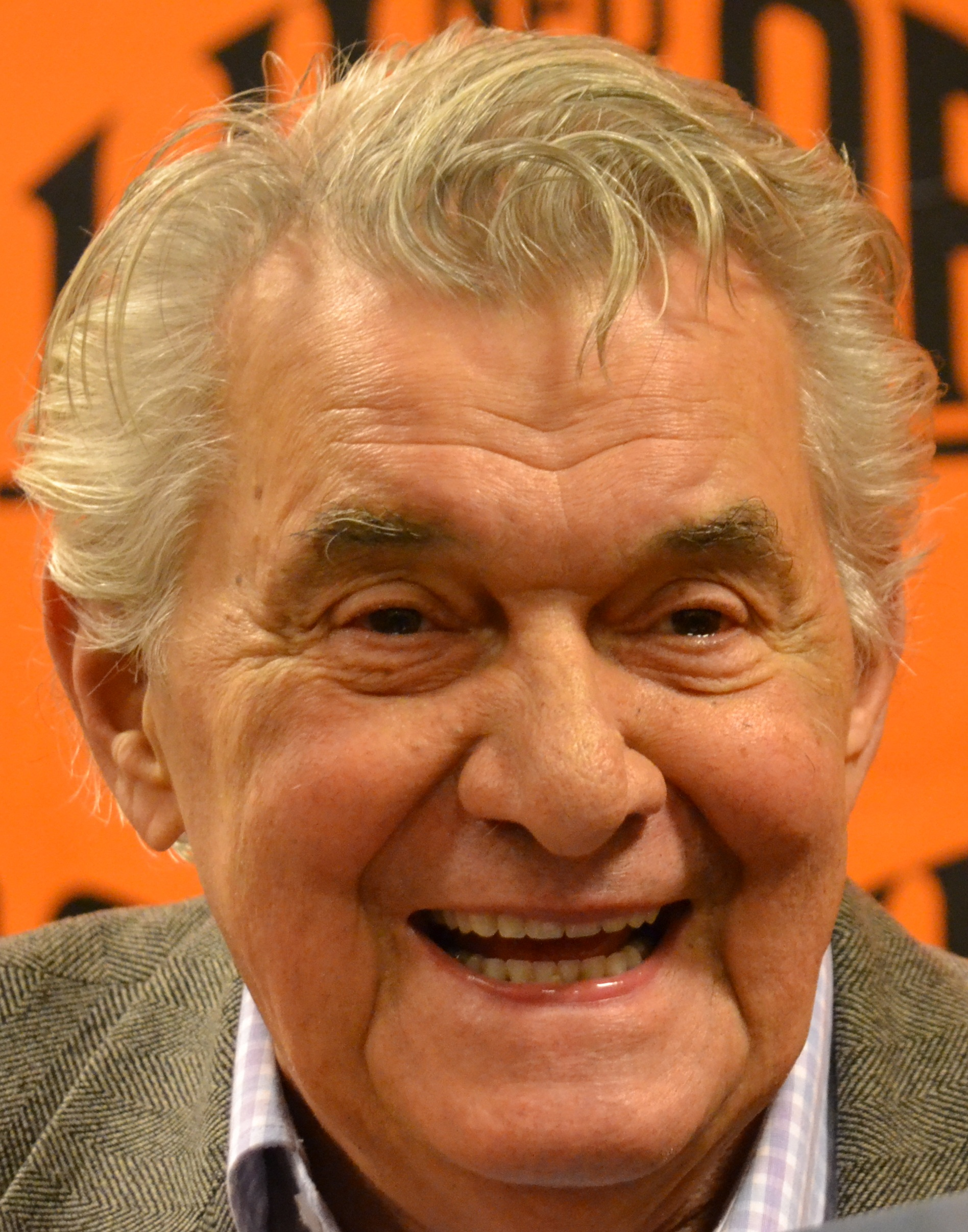
Ladislav Trojan, 2013

Ladislav Trojan (* 1. September 1932 in Prag; † 18. Dezember 2022 ebd.) war ein tschechischer Schauspieler.

## Leben und Karriere
Trojan spielte seit seiner Kindheit Theater, ging nach dem Abschluss der Schule an die Prager DAMU. Danach spielte er am Theater in Smíchov, am städtischen Theater und zuletzt am Divadlo Na Fidlovačce. Er spielte zudem in der ersten tschechoslowakischen Fernsehserie überhaupt (Familie Blaha, 1959–60) mit. Trojan war Vater des Schauspielers Ivan Trojan und des Regisseurs Ondřej Trojan.

## Filmografie (Auswahl)
- 1957: Die Fälschung (Padělek)
- 1959: Der Haupttreffer (Hlavní výhra)
- 1959: Flucht aus dem Schatten (Útek ze stínu)
- 1960: Schnellzug nach Ostrava (Rychlík do Ostravy)
- 1962: Die schwarze Dynastie (Černá dynastie)
- 1963: Drei unter einem Dach (Tři chlapi v chalupě)
- 1964: Angst (Strach)
- 1967: Marketa Lazarova (Marketa Lazarová)
- 1968: Die Giraffe im Fenster (Žirafa v okně)
- 1970: Der Mörder auf den Schienen (Na kolejích čeká vrah)
- 1972: Dem Narbengesicht auf der Spur (Človek neni sam)
- 1972: Das Geheimnis des großen Erzählers (Tajemství velikeho vypravece)
- 1972: Hochzeit ohne Ring (Svatba bez prstýnku)
- 1972: ... und ich grüße die Schwalben (    ...a pozdravuji vlastovky)
- 1973: Drei Mannsbilder auf Reisen (Tři chlapi na cestách)
- 1974: Fernsehen in Bublice (Televize v Bublicích aneb Bublice v televizi)
- 1975: Mein Bruder hat einen prima Bruder (Můj brácha má prima bráchu)
- 1976: Die Entscheidung des Ingenieurs Turna (Hřiště)
- 1976: Palette der Liebe (Paleta lásky)
- 1978: Warten auf Regen (Čekání na dést)
- 1979: Der Prinz und der Abendstern (Princ a Večernice)
- 1979: Das Geheimnis der stählernen Stadt (Tajemství Ocelového mesta)
- 1981: Lauf, Ober, lauf! (Vrchní, prchni!)
- 1982: Der Letzte fährt zur Hölle (Poslední propadne peklu)
- 1983: Vom tapferen Schmied (O statecném kovári)
- 1987: Der Tod der schönen Rehe (Smrt krásných srncu)
- 1993: Wettstreit im Schloß (Nesmrtelná teta)
- 1993: Die Rückkehr der Märchenbraut (Arabela se vrací, Fernsehserie, 3 Folgen)
- 1996: Das Zauberbuch (Kouzelný měšec)
- 2018: Momente (Chvilky)
- 2019: Die Eigentümer (Vlastníci)